# Far away 〜青空見上げて〜
「far away 〜青空見上げて〜」（ファー・アウェイ あおぞらみあげて）は、日本の音楽グループ・Caos Caos Caosのシングル。2011年6月22日にGIZA studio
から発売された。

## 解説
大切な人への思いを歌った本作は関西テレビ『ミュージャック』エンディング・テーマ。カップリング「Let's Go」は倉田冬樹による作曲であるが、川島だりあとの共作でない初の楽曲となった。

## 批評
『CDジャーナル』は表題曲を「ビーイングらしい懐かしさを感じさせる優しい音色」と、カップリングを「次のステップを走り出してほしいと煽る曲」と評している。

## 収録曲
（全作詞：白石乃梨）
1. far away 〜青空見上げて〜
作曲・編曲：徳永暁人
2. Let's Go
作曲：MIO・倉田冬樹　編曲：古井弘人
3. far away 〜青空見上げて〜 -Instrumental-